# Брея (Ленинградская область)
Брея — деревня в Осьминском сельском поселении Лужского района Ленинградской области.

## История
Впервые упоминается в писцовых книгах Шелонской пятины 1571 года, как деревня Брейполь — 2 обжи в Дремяцком погосте Новгородского уезда.
Как деревня Брей она обозначена на карте Санкт-Петербургской губернии 1792 года, А. М. Вильбрехта.
Деревня Бреи упоминается на карте Санкт-Петербургской губернии Ф. Ф. Шуберта 1834 года.

БРЕЯ — деревня принадлежит штабс-капитану Конисскому, число жителей по ревизии: 12 м. п., 11 ж. п. (1838 год)

В первой половине XIX века в деревне была возведена деревянная часовня во имя Святых мучеников Флора и Лавра.
Как деревня Бреи она отмечена на карте профессора С. С. Куторги 1852 года.

БРЕСА — деревня господина Скобельцына, по просёлочной дороге, число дворов — 4, число душ — 10 м. п. (1856 год)

БРЕЙ (БРЕЯ) — деревня, число жителей по X-ой ревизии 1857 года: 15 м. п., 15 ж. п.

БРЕЙ — деревня владельческая при реке Сабе, число дворов — 6, число жителей: 20 м. п., 20 ж. п. (1862 год)

В 1869—1878 годах временнообязанные крестьяне деревни выкупили свои земельные наделы у Н. П. Скобельцына и стали собственниками земли.
Согласно подворной описи 1882 года:

БРЕЙ (БРЕЯ) — деревня Захонского общества Красногорской волости
домов — 3, душевых наделов — 21, семей — 10, число жителей — 38 м. п., 29 ж. п.; разряд крестьян — собственники

Согласно материалам по статистике народного хозяйства Лужского уезда 1891 года, одно имение при селении Брей площадью 55 десятин принадлежало местному крестьянину Г. Иванову, имение было приобретено частями в 1882 и 1885 годах за 712 рублей, второе имение при селении Брей площадью 55 десятин принадлежало местному крестьянину Е. Иванову, имение было приобретено частями в 1882 и 1885 годах за 713 рублей.
В XIX — начале XX века деревня административно относилась к Красногорской волости 2-го земского участка 1-го стана Лужского уезда Санкт-Петербургской губернии.
По данным «Памятной книжки Санкт-Петербургской губернии» за 1905 год деревня Брея входила в Захонское сельское общество.
С 1917 по 1927 год деревня Брея входила в состав Захонского сельсовета Красногорской волости Лужского уезда.

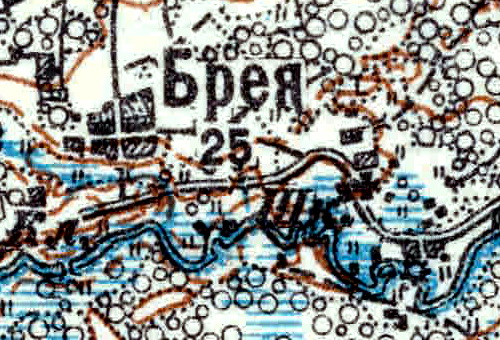
Деревня Брея карте 1926 года

Согласно топографической карте 1926 года деревня насчитывала 25 крестьянских дворов. В деревне была своя школа. На восточной окраине деревни находились церковь и водяная мельница, на западной — кладбище и переправа.  
С 1927 года, в составе Толмачёвской волости, а затем Осьминского района.
В 1928 году население деревни Брея составляло 125 человек.
По данным 1933 года деревня Брея входила в состав Захонского сельсовета Осьминского района.
По данным 1936 года в состав Захонского сельсовета входили 15 населённых пунктов, 243 хозяйства и 9 колхозов, административным центром сельсовета была деревня Брея.
C 1 августа 1941 года по 28 февраля 1944 года деревня находилась в оккупации.
С 1961 года, в составе Сланцевского района.
С 1963 года, в составе Лужского района.
В 1965 году население деревни Брея составляло 11 человек.
По данным 1966 года деревня Брея входила в состав Захонского сельсовета Лужского района.
По данным 1973 и 1990 годов деревня Брея входила в состав Осьминского сельсовета.
По данным 1997 года в деревне Брея Осьминской волости проживал 1 человек, в 2002 году — 2 человека (все русские).
В 2007 году в деревне Брея Осьминского СП не было постоянного населения.

## География
Деревня расположена в северо-западной части района на автодороге 41А-186 (Толмачёво — автодорога «Нарва»).
Расстояние до административного центра поселения — 18 км.
Расстояние до ближайшей железнодорожной станции Толмачёво — 50 км.
Деревня находится близ правого берега реки Саба.

## Демография
| 1838 | 1862 | 1928 | 1965 | 1997 | 2007 | 2010 |
| ---- | ---- | ---- | ---- | ---- | ---- | ---- |
| 23   | ↗40  | ↗125 | ↘11  | ↘1   | ↘0   | ↗2   |
| 2017 |      |      |      |      |      |      |
| ↗3   |      |      |      |      |      |      |

## Улицы
Придорожная.